# 波旁鎮區 (印地安納州馬歇爾縣)
波旁鎮區（英語：Bourbon Township）是位於美國印地安納州馬歇爾縣的一個行政鎮區。

## 地方資料
根據2010年美國人口普查的數據，波旁鎮區的面積為128.60平方千米，當中陸地面積為128.50平方千米，而水域面積為0.10平方千米。當地共有人口3152人，而人口密度為每平方千米24.51人。